# Берлінський сецесіон
Берлінський сецесіон (нім. Berliner Secession) — мистецьке об'єднання берлінських художників і скульпторів кінця XIX століття, що відкидали панівне на той час академічне мистецтво.

## Історія

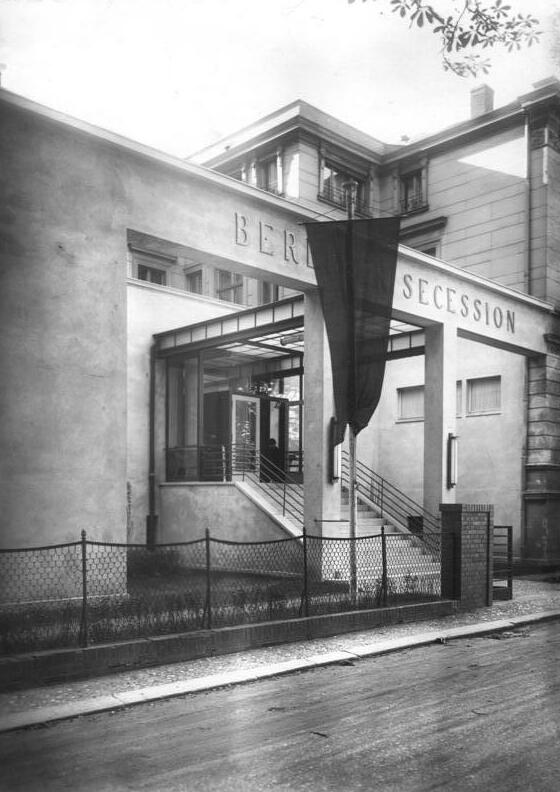
Будівля Берлінського сецесіону

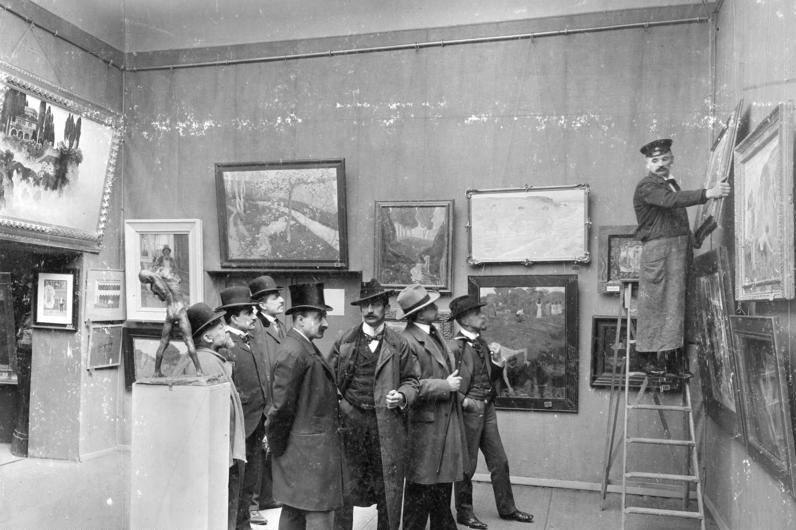
Правління Сецесіону і виставкова комісія в процесі підготовки до виставки 1904 року, зліва направо: Віллі Дерінг, Бруно Кассирер, Отто Енгель, Макс Ліберман, Вальтер Лейстіков, Курт Херрман, Фріц Клімш.

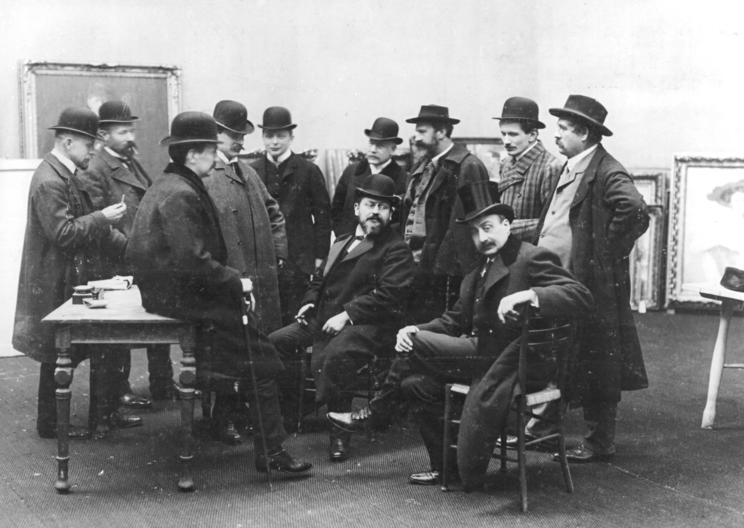
Журі виставки Берлінського сецесіону 1908, зліва направо: Фріц Клімш, Август Гаул, Вальтер Лейстіков, Ганс Балушек, Пауль Кассірер, Макс Слефогт (сидить), Жорж Моссон (сидить), Карл Макс Крузе (стоїть), Макс Ліберман (сидить), Еміль Рудольф Вайс (стоїть), Ловіс Корінт (стоїть).

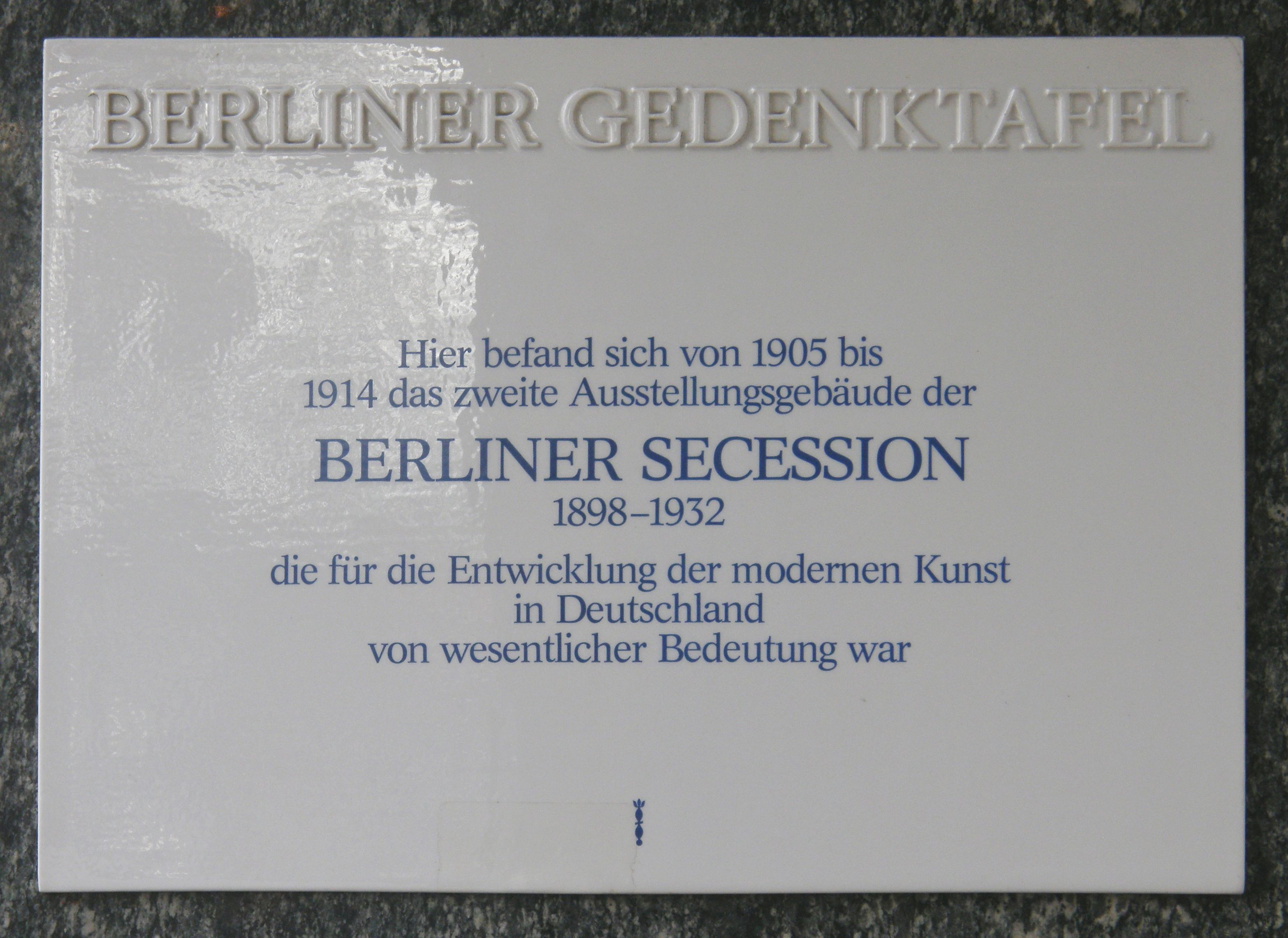
Меморіальна дошка Берлінському сецесіону на Курфюрстендамм.

Розбіжності в середовищі берлінських художників, що закінчилися утворенням Берлінського сецесіону та інших художніх груп, з'явилися ще в 1891 році у зв'язку з Великою міжнародною художньою виставкою, що проводилася в Берліні. Рік по тому комісія Союзу берлінських художників відкинула картини Едварда Мунка. У лютому 1892 року кілька художників на чолі з Вальтером Лейстіковим, Францем Скарбіною і Максом Ліберманом об'єдналися у «вільне об'єднання з організації художніх виставок» і в 1892 році провели виставку так званих «Одинадцяти», не покидаючи при цьому Союз берлінських художників і беручи участь в щорічному салоні — «Великій берлінській художній виставці».
Зміни в статуті Загального німецького художнього товариства, підготовлені Антоном фон Вернером і Хуго Шнарсом-Альквістом в жовтні 1892 року, дозволили зберегти цей союз. Але в листопаді 1892 року вибухнув скандал у зв'язку з прийнятим більшістю членів товариства рішення закрити виставку робіт Едварда Мунка, які були названі «огидними, жахливими і потворними». Художники, які дотримувалися іншої точки зору, ще не відчували в собі сил для того, щоб порвати з системою, що склалася у виставковій справі. Тому в 1893 році паралельно з Великою берлінською художньою виставкою проходила Вільна берлінська художня виставка.
У 1898 році журі Великої берлінської художньої виставки не прийняло до участі пейзаж Вальтера Лейстікова. Це стало остаточним свідченням того, що «сучасному мистецтву» не варто очікувати підтримки від існуючих організацій. У відповідь на це 65 художників об'єдналися в організований Лейстіковим Берлінський сецесіон. Макс Ліберман був обраний його президентом. Брати-галеристи Бруно і Пауль Кассірери були призначені керуючими секретарями Сецесіону. Найвпливовішим противником Сецесіону став директор Королівської академічної вищої школи образотворчих мистецтв Антон фон Вернер, радник кайзера з питань сучасного мистецтва.
19 травня 1899 року в невеликому будинку на вулиці Кантштрассе в берлінському районі Шарлоттенбург відкрилася виставка з 330 творів живопису і графіки і 50 скульптур. У 1905 році Берлінський сецесіон переїхав в нову будівлю на Курфюрстендамм 208, де в даний час розміщується Театр Курфюрстендамм. У 1909 році в Берлінському Сецесіоні було 97 членів.
У 1910 році в Сецесіоні стався розкол, коли його журі відкинуло роботи 27 художників, переважно експресіоністів. За ініціативою Георга Тапперта, Генріха Ріхтера-Берліна та інших, зокрема Макса Пехштейна, була утворена нова художня група — Новий сецесіон. Її перша виставка відкрилася в травні 1910 року під назвою «Відмовники Берлінського сецесіону 1910». Пехштейн був призначений президентом, Тапперт — головою.
Після свого різкого листа, в якому Еміль Нольде виступив проти президента Макса Лібермана, Нольде був виключений з Сецесіону, а через деякий час Ліберман і його найближчі соратники склали свої адміністративні повноваження. Наступником Лібермана на посаді президента став Ловіс Корінт. У грудні 1912 року Пауль Кассірер був призначений головою. Літня виставка 1913 року стала останнім успіхом Сецесіону. Через те, що ряду картин було відмовлено в участі у виставці, їх автори організували власну виставку, що викликало черговий розкол в Берлінському Сецесіоні. Після того, як вони відмовилися вийти з Сецесіону, про свій вихід з нього заявили Слефогт, Ліберман, Кассірер і ще близько 40 художників.
У березні 1914 року художники, oj покинули Берлінський сецесіон, організували Вільний сецесіон, почесним президентом якого був призначений Макс Ліберман. Берлінський сецесіон проіснував до 1933 року. Його останнім президентом був маєнский художник Еміль ван Хаут.

## Відомі учасники Берлінського сецесіону
- Ганс Балушек
- Ернст Барлах
- Пауль Баум
- Макс Бекман
- Шарлотта Беренд-Корінт
- Йозеф Блок
- Тео фон Брокгузен
- Еріх Бюттнер
- Ловіс Корінт
- Анна Костенобль
- Шарль Кродель
- Ліонель Файнінґер
- Філіп Франк
- Гуґо фон Габерман
- Роберт Генін
- Август Гауль
- Карл Гаґемайстер
- Філіп Гарт
- Еміль ван Гаут
- Еріх Гекель
- Франц Гекендорф
- Дора Гітц
- Ульріх Гюбнер
- Франц М. Янсен
- Віллі Джекель
- Ернст Людвіг Кірхнер
- Фріц Клімш
- Макс Клінґер
- Георг Кольбе
- Вільгельм Кольгоф
- Кете Колльвіц
- Лео фон Кеніґ
- Август Краус
- Бруно Краускопф
- Карл Макс Крузе
- Ґотгард Кюль
- Вальтер Лейстіков
- Макс Ліберман
- Генріх Едуард Лінде-Вальтер
- Отто Модерзон
- Оскар Молль
- Жорж Моссон
- Едвард Мунк
- Макс Нейман
- Еміль Нольде
- Ернст Опплер
- Еміль Орлик
- Макс Шліхтінг
- Карл Шмідт-Ротлуф
- Клара Зіверт
- Рене Сінтеніс
- Франц Скарбіна
- Марія Слафона
- Макс Слефоґт
- Ріхард Шайбе
- Ойген Шпіро
- Роберт Штерль
- Вільгельм Трюбнер
- Лессер Урі
- Еміль Рудольф Вайс
- Юлія Вольфторн
- Ульріх Гюбнер
- Генріх Ціллє

## Галерея

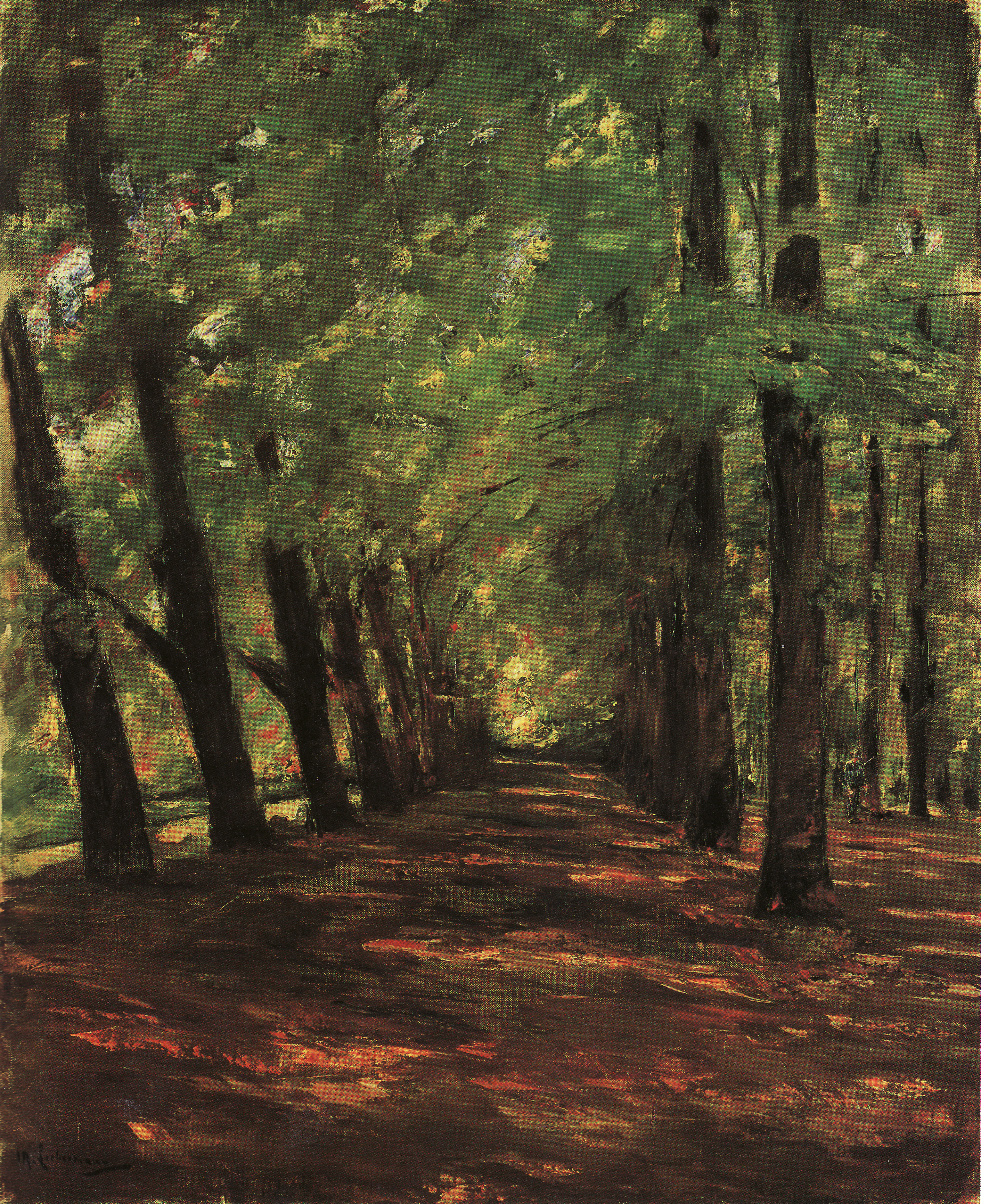
Макс Ліберман: Алея в Овервеен
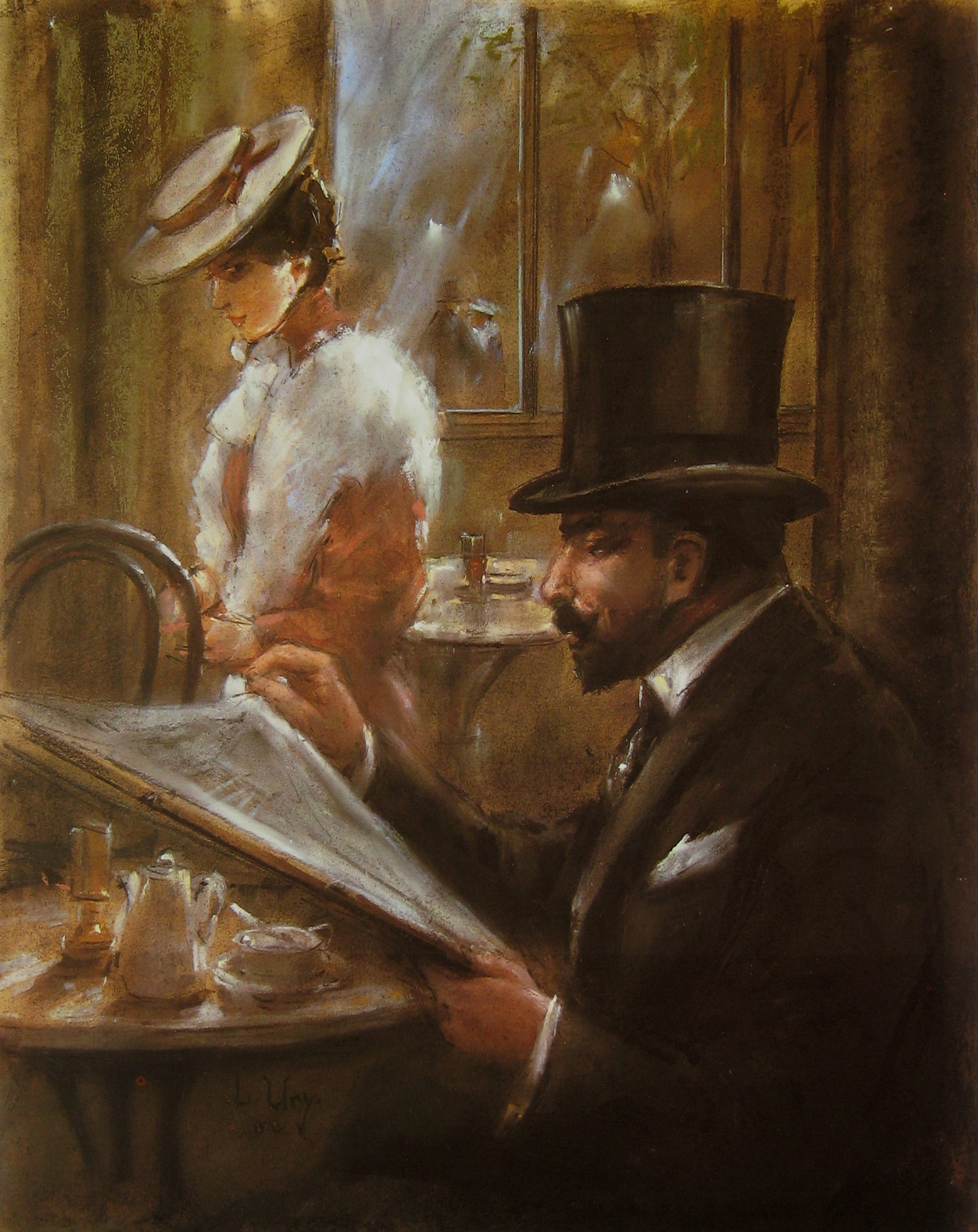
Лессер Урі: Кафе Бауер
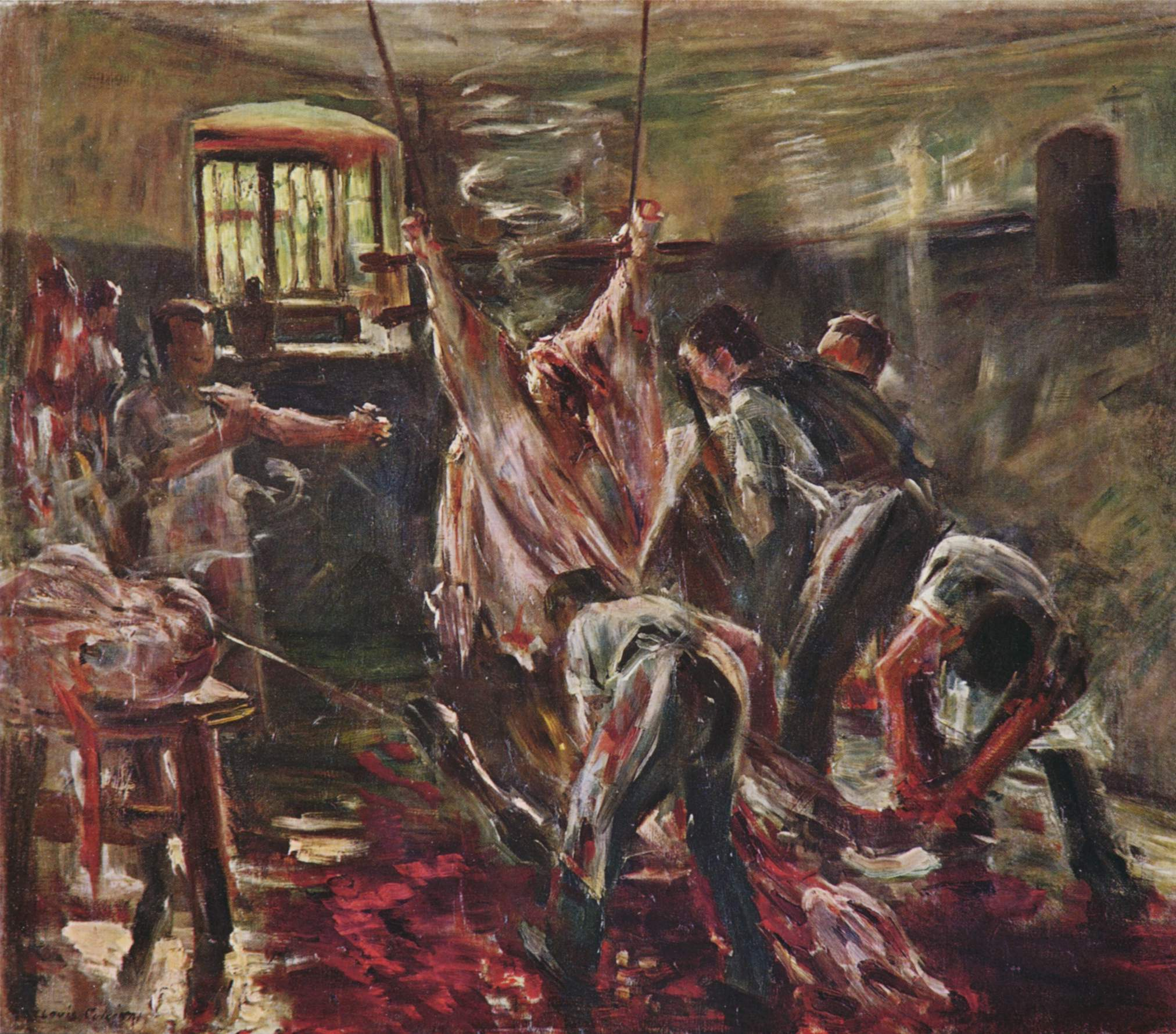
Ловіс Корінт: В різниці
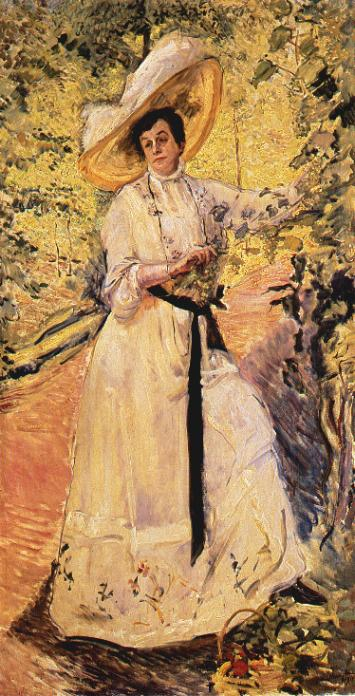
Макс Слевоґт: Ніні коло виноградної шпалери
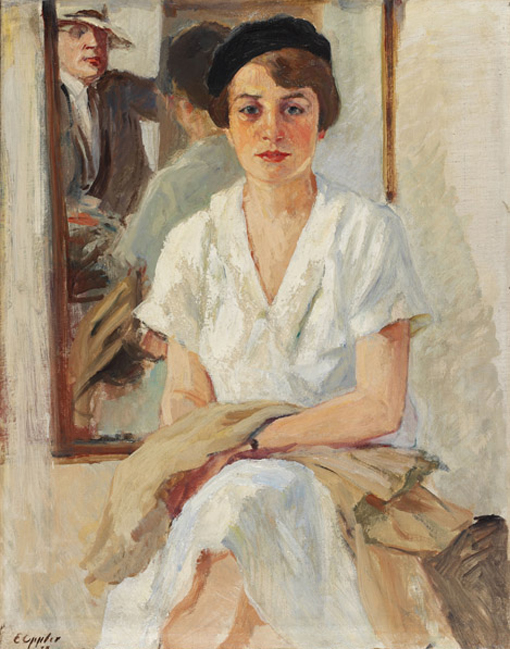
Ернст Опплер: Художник і Джо
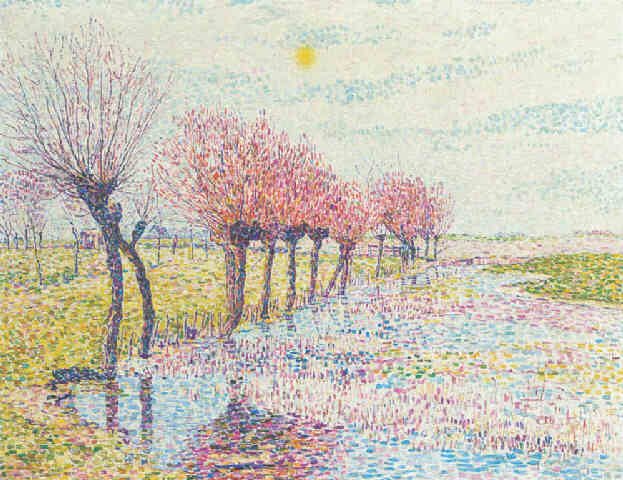
Пауль Баум: Весна
Еміль Нольде: Квіти в саду
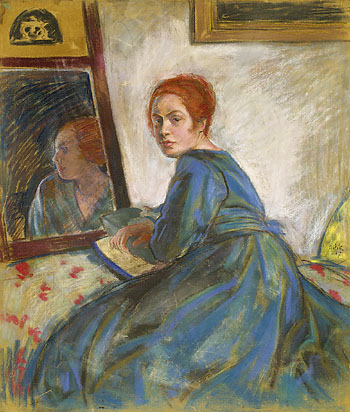
Еміль Орлік: Невідома, 1917
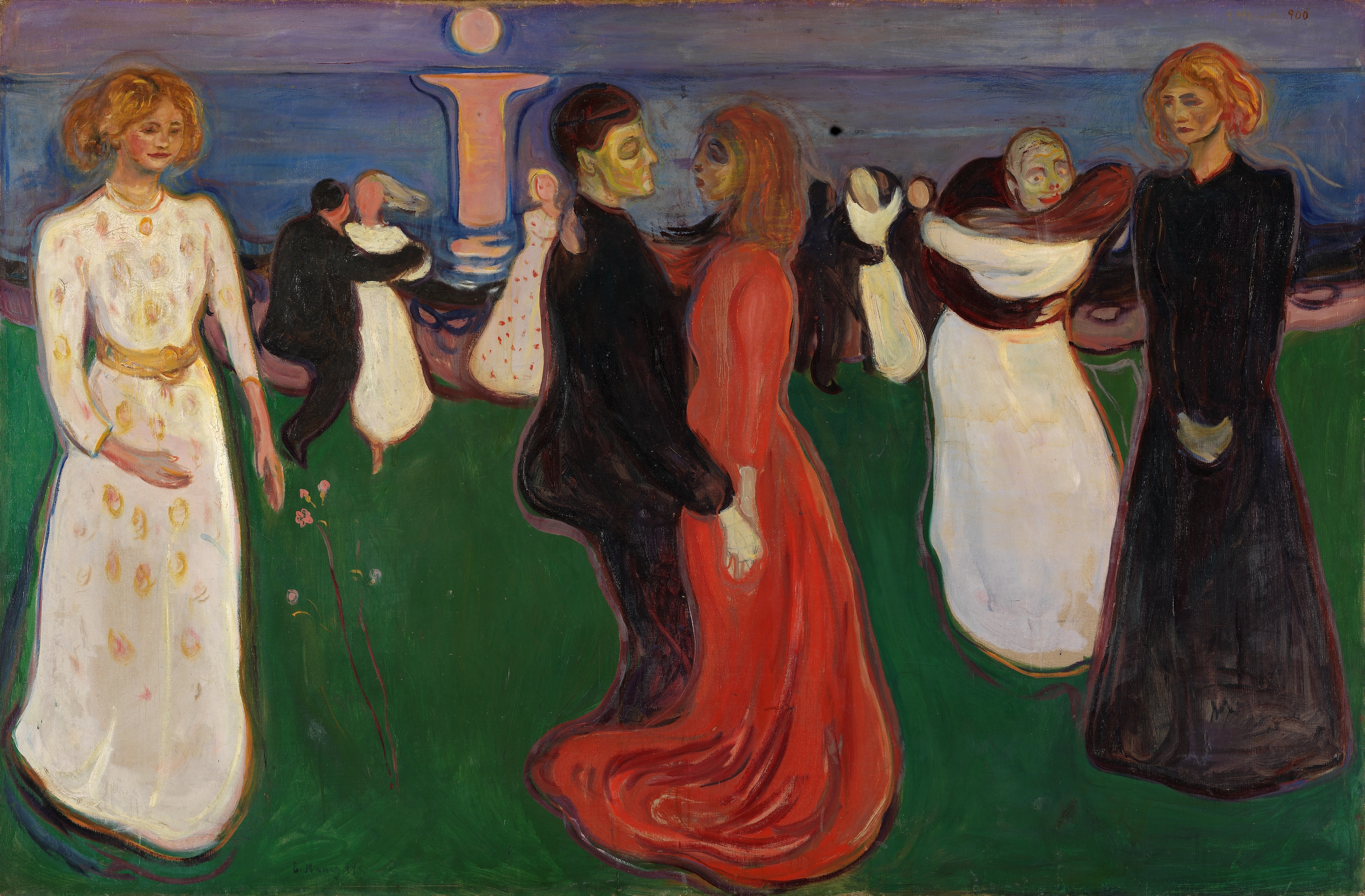
Едвард Мунк: Танець життя, 1899–1900.
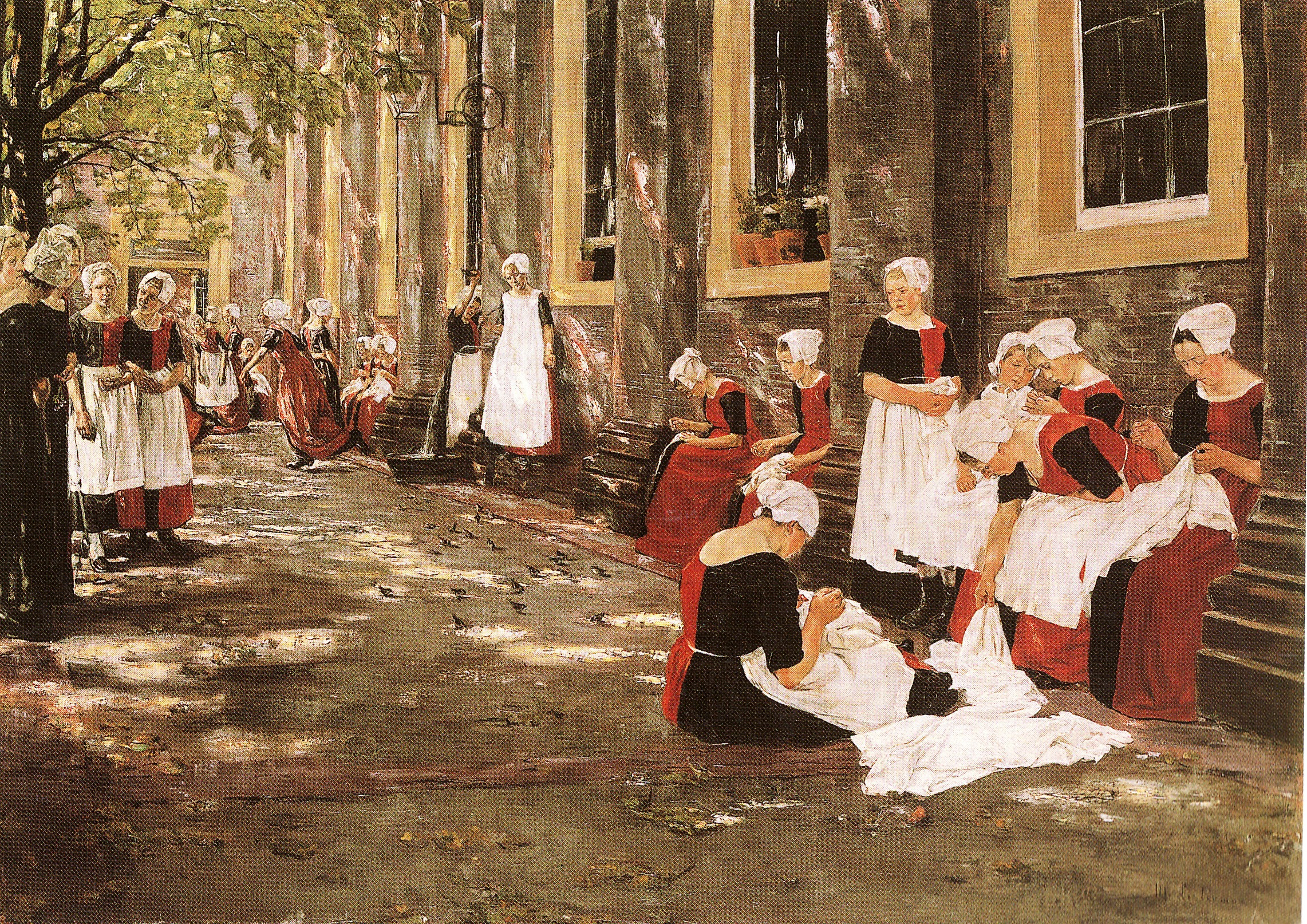
Макс Ліберман: Двір сиротинця в Амстердамі: Вільний час у амстердамському сиротінці, 1882.
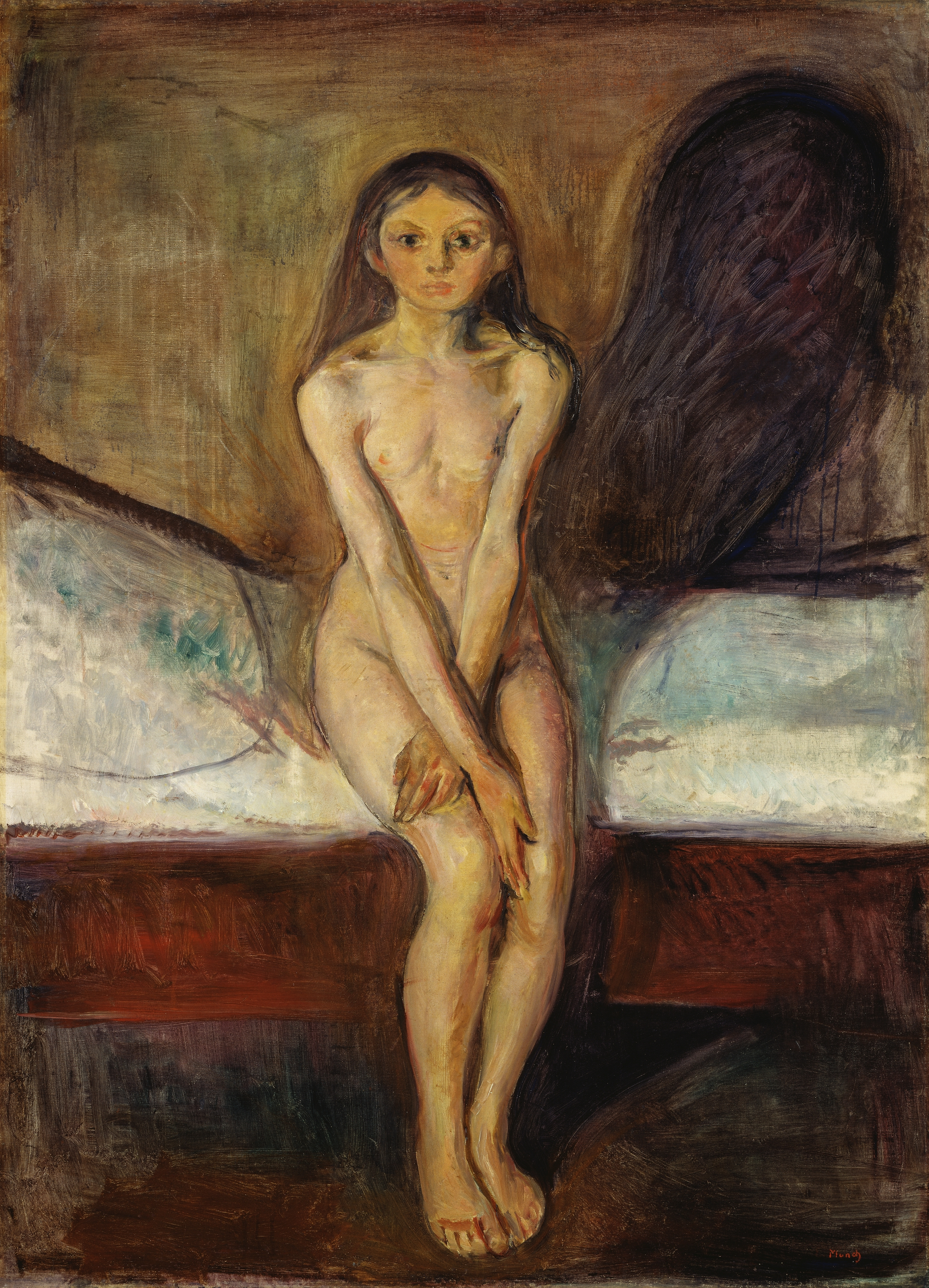
Едвард Мунк: Доростання, 1894–1895.
Вальтер Ляйстіков: Ґрюневальдзее або Шляхтензее, 1900.
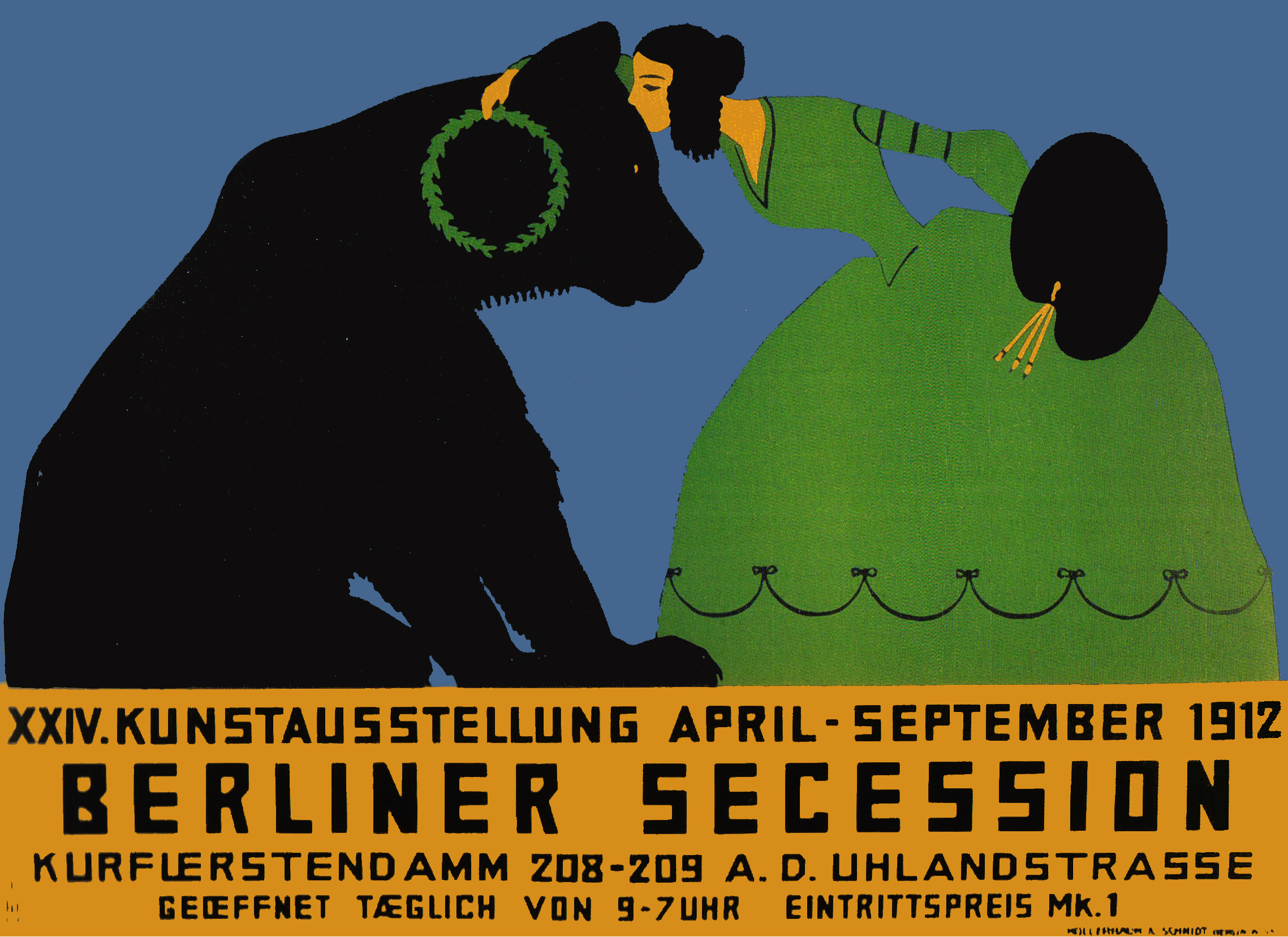
Афіша виставки 1912